# Monte Dom
Il Dom (detto anche Dom del Mischabel) è la montagna più alta del Massiccio del Mischabel nelle Alpi Pennine. Con i suoi 4 545 m è la terza montagna e la settima vetta della catena alpina dopo due vette del massiccio del Monte Bianco e quattro del Monte Rosa.

## Descrizione

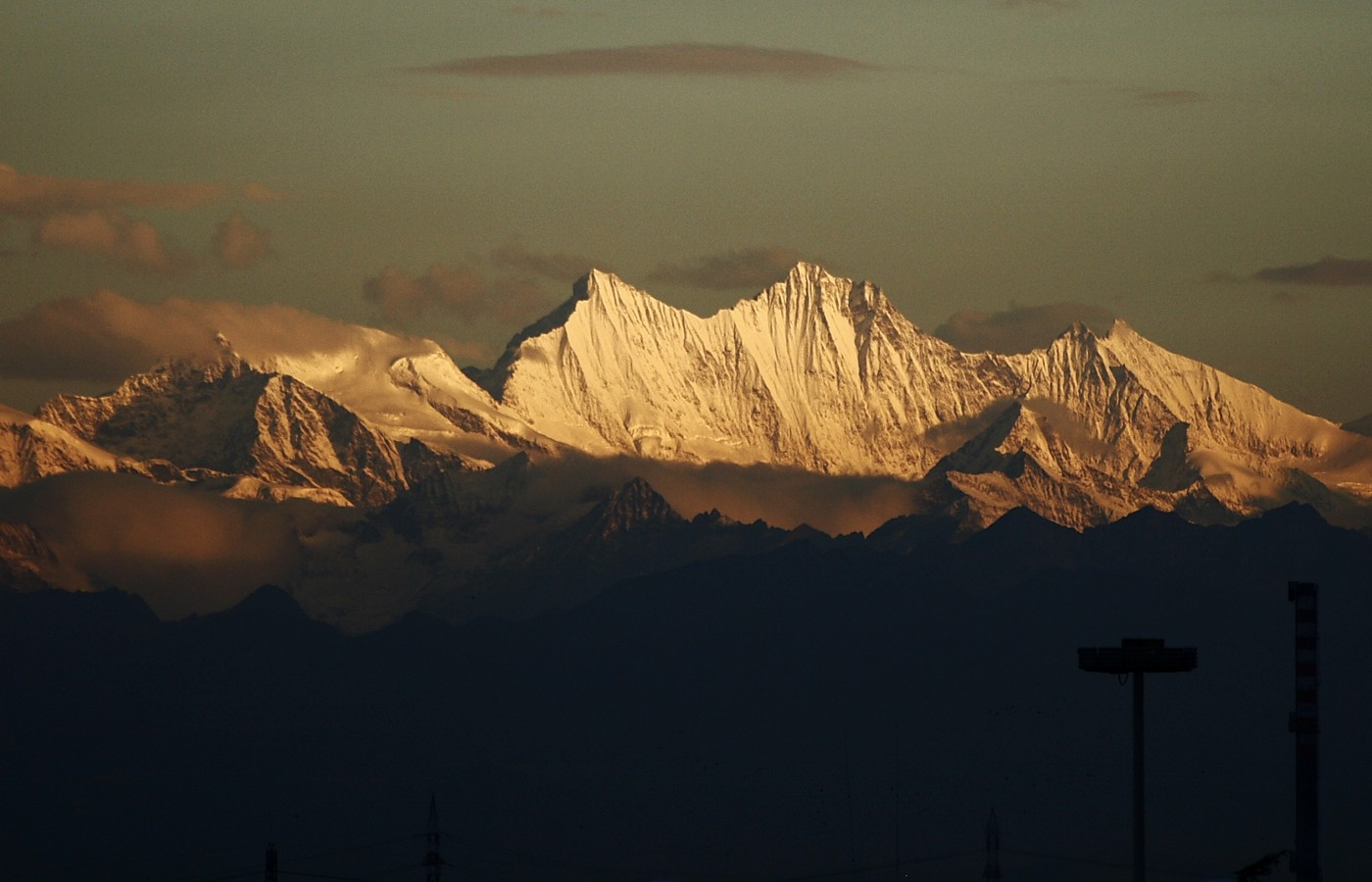
Il Dom (la seconda e la più alta vetta da destra), come lo si vede da Milano con un binocolo.

Il toponimo, che significa duomo, cattedrale, è in ricordo del Domherr (=canonico) Joseph Anton Berchtold che per primo misurò le altezze delle montagne del Massiccio del Mischabel.
È la vetta alpina più alta che si trovi interamente sul territorio di un unico Stato: la Svizzera e più esattamente nel Canton Vallese. E' collocata tra i comuni di Randa e di Saas-Fee.
Con il gemello Täschhorn (4 491 m) e il Lenzspitze (4 294 m), costituisce il gruppo centrale del massiccio del Mischabel.
Verso nord-est la cresta principale, tramite il Lenzjoch, lo congiunge al Lenzspitze; verso sud una breve cresta, tramite il Domjoch, lo congiunge al Täschhorn. Il versante nord della montagna è ammantato dal Hohberggletscher mentre quello ovest dal Festigletscher. Il versante est della montagna (verso la Saastal) si presenta roccioso.
È ben visibile dalla zona di Milano e nelle zone limitrofe della Pianura Padana nei giorni di cielo terso alla destra del più imponente Monte Rosa in direzione nord-ovest.

### Prima ascensione

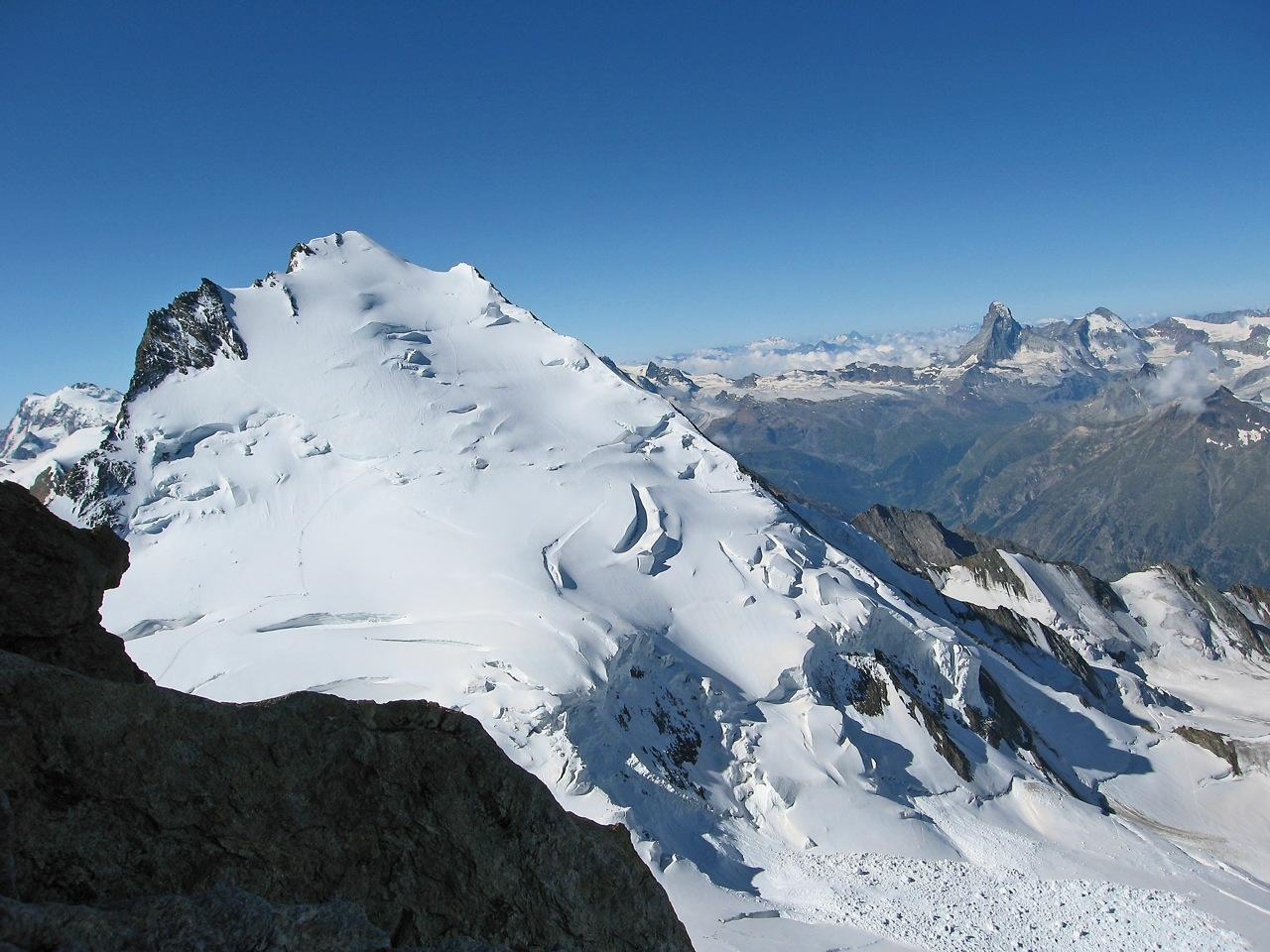
Versante nord della montagna.

La prima ascensione alla vetta risale all'11 settembre 1858 per opera di J.L. Davies con le guide Johann Zumtaugwald, Johann Kronig e Hieronymous Brantschen, attraverso la cresta nord-ovest Festigrat.

### Salita alla vetta

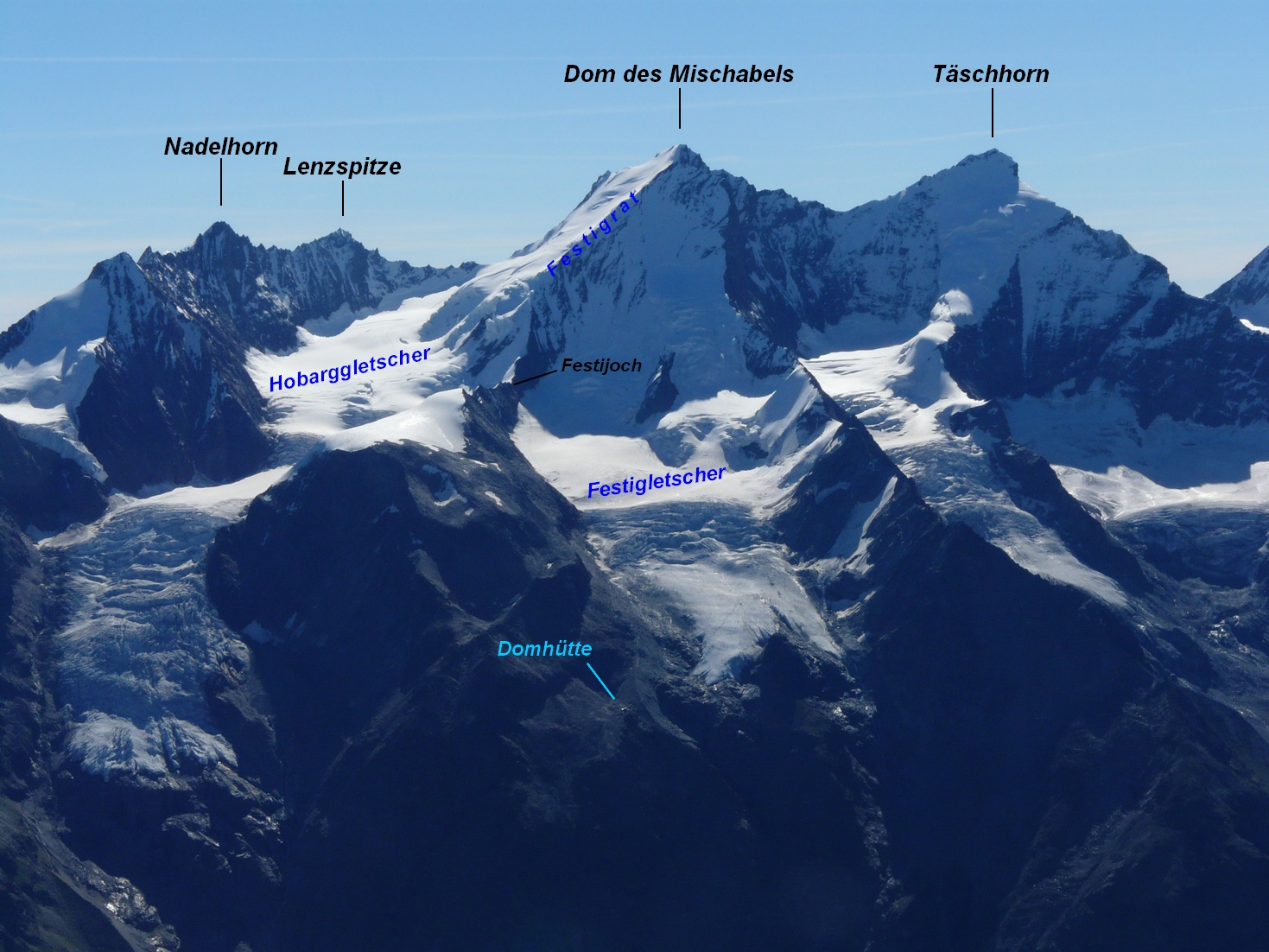
Versante ovest del Monte Dom con indicati i passaggi più significativi della via normale di salita dalla Domhütte.

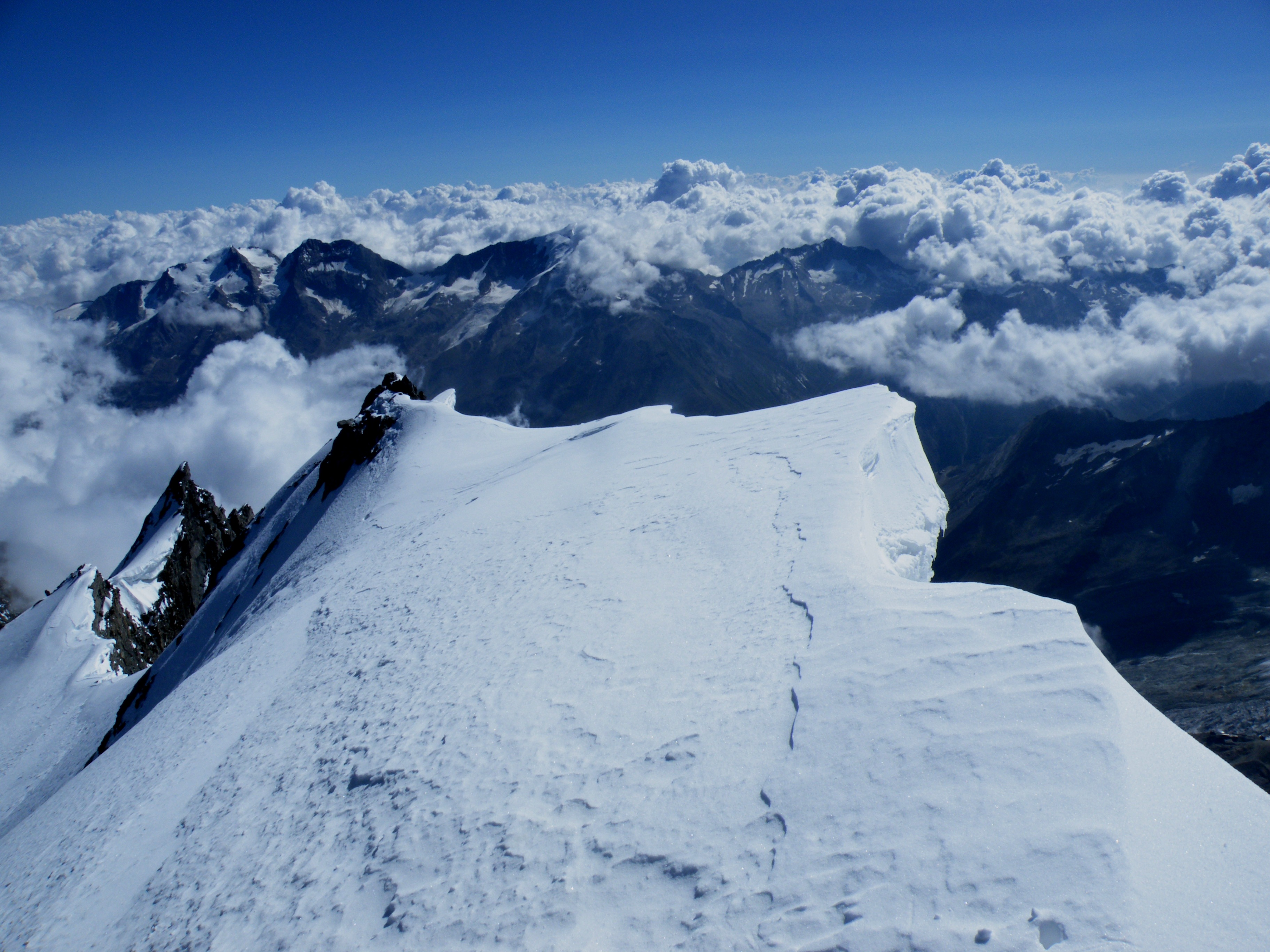
La vetta della montagna.

La via normale di salita si svolge sul versante Nord della montagna, e parte dalla Domhütte 2 940 m, raggiungibile in circa 5h da Randa (Mattertal) per sentiero impegnativo e rocce facili. Essa è classificata PD-. Dal rifugio si risale la morena fino al ghiacciaio Festigletscher. Si sale il ghiacciaio tenendosi sul suo bordo sinistro fino al Festijoch (3 723 m), valico roccioso cui si accede con qualche passo di arrampicata. (circa 2h30 dal rifugio - alcuni spit collocati in loco favoriscono poi la discesa).
Da qui si scende leggermente sull'altro lato, per metter piede sul Hohberggletscher. Si percorre il ghiacciaio verso il Lenzjoch tenendosi sotto l'imponente serraccata. Poco prima del passo si piega completamente a destra e si risalgono i pendii che ci portano al colletto poco prima della vetta. La cresta finale ha una pendenza fino al 40% (circa 3h30 dal Festijoch fino alla vetta). Malgrado le difficoltà modeste, la via richiede buon allenamento e ottime condizioni meteo.
Altra via di salita è la cresta nord-ovest Festigrat. Arrivati, lungo la via normale al Festijoch (3723 m), si continua lungo la cresta prima rocciosa e poi nevosa fino alla vetta (PD+). Altra importante via di salita è la traversata Täschhorn e Dom con partenza dal Mischabeljochbiwak (3 860 m). Via che ha come valutazione globale D.